# Vetivazuleen
Vetivazuleen is een polycyclische aromatische koolwaterstof met als brutoformule C15H18. Structureel gezien, vanuit het standpunt van de biochemicus is vetivazuleen een sesquiterpeen en een structuurisomeer van guaiazuleen. De scheikundige zal de stof beschrijven als een derivaat van azuleen. De stof is een van de componenten van vetiverolie en komt van nature uit voor in de wortels van vetiver (Chrysopogon zizanioides), een grassoort.